# Gruta do Camarão
A Gruta do Camarão é uma gruta portuguesa localizada na freguesia das Cinco Ribeiras, concelho de Angra do Heroísmo, ilha Terceira, arquipélago dos Açores.
Esta cavidade apresenta uma geomorfologia de origem vulcânica em forma de tubo de lava localizado em arriba. Este acidente geológico apresenta um comprimento de 30 m.